# DiSEqC

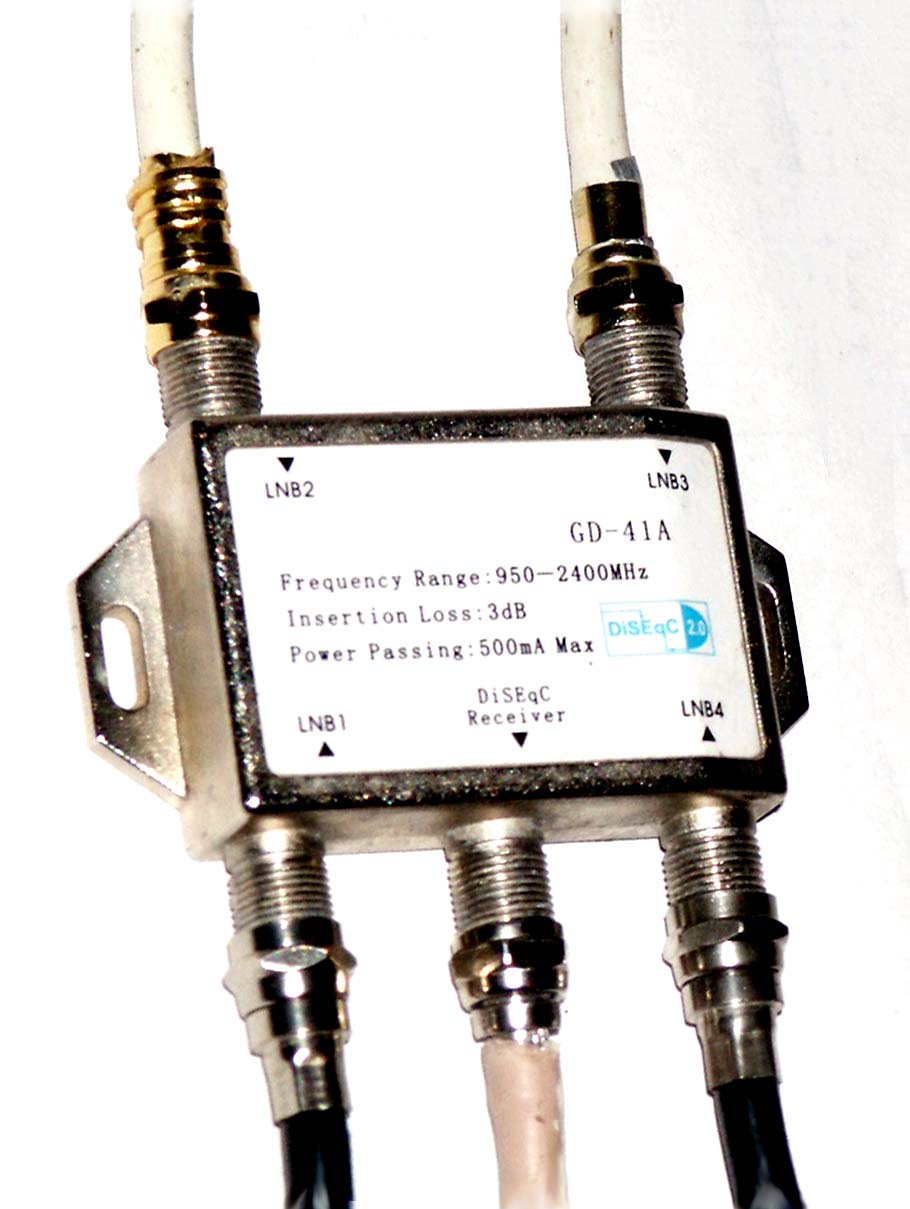
přepínač DiSEqC

DiSEqC (Digital Satellite Equipment Control) je speciální komunikační protokol používaný
mezi satelitním přijímačem a zařízeními jako je motor otáčející
parabolickou anténu nebo přepínač mezi zdroji signálu z více parabol. Protokol je kompatibilní
se zařízeními používanými k natáčení velkých parabolických antén pracujících v pásmu C, pokud se
použije s DiSEqC pozicionérem. Napájení a přenos povelů se děje po stejném koaxiálním kabelu,
kterým přichází signál do satelitního přijímače.
Existují čtyři schválené verze protokolu
- DiSEqC 1.0 – umožňuje přepínat mezi 4 zdroji satelitního signálu
- DiSEqC 1.1 – umožňuje přepínat mezi 16 zdroji signálu
- DiSEqC 1.2 – umožňuje přepínat mezi 16 zdroji signálu a ovládat motor pro horizontální natáčení paraboly

- DiSEqC 2.0 – přidává obousměrnou komunikaci k DiSEqC 1.0
- DiSEqC 2.1 – přidává obousměrnou komunikaci k DiSEqC 1.1
- DiSEqC 2.2 – přidává obousměrnou komunikaci k DiSEqC 1.2

- DiSEqC 3.0 – jako 2.x, plus možnost řízení přes externí sběrnici

Všechny verze protokolu byly standardizovány v únoru 1998 pro používání v digitálním
satelitním vysílání. Protokoly jsou zpětně kompatibilní, což znamená, že satelitní
přijímač s podporou DiSEqC 2.0 může ovládat přepínač signálu verze 1.0, ale přijímač
s podporou 1.0 neumí natáčet parabolu pomocí motoru.
Komponenty vybavené pro automatické vyhledávání satelitů – tzv. funkce USALS, nazývanou také Goto XX jsou někdy označované jako DiSEqC 1.3. Toto označení ale nebylo schváleno organizací Eutelsat, která vyvinula protokoly DiSEqC a slouží jako standardizační agentura, proto verze 1.3 není uvedena v oficiálním přehledu.
Pro praktické využití (receiverů, LNB a motorů) by pořizovaná zařízení měla podporovat nejlépe DiSEqC 1.2 (některé linuxové multifunkční mají 1.0 a pak nelze natáčet parabolu), to je ostatně nejrozšířenější implementace.